# مكفارلاند (كاليفورنيا)
مكفارلاند (بالإنجليزية: McFarland)‏ هي إحدى مدن مقاطعة كيرن، كاليفورنيا. تم إعطاءها لقب مدينة في 18 يوليو، 1957.

## التركيبة السكانية
حدّد مكتب تعداد الولايات المتحدة بيانات التركيبة السكانية لمكفارلاند في تعداد الولايات المتحدة. في ما يلي، التركيبة السكانية حسب تعدادي 2000 و2010.

### تعداد عام 2000
بلغ عدد سكان مكفارلاند 9,618 نسمة بحسب تعداد عام 2000، وبلغ عدد الأسر 1,990 أسرة وعدد العائلات 1,789 عائلة مقيمة في المدينة. في حين سجلت الكثافة السكانية 1,391.9 نسمة لكل كيلومتر مربع (3,605.0/ميل2). وبلغ عدد الوحدات السكنية 2,031 وحدة بمتوسط كثافة قدره 293.9 لكل كيلومتر مربع (761.2/ميل2).
وتوزع التركيب العرقي للمدينة بنسبة 28.49% من البيض و3.19% من الأمريكيين الأفارقة و1.63% من الأمريكيين الأصليين و0.69% من الأمريكيين ذوي الأصول الآسيوية و0.08% من سكان جزر المحيط الهادئ و61.23% من الأعراق الأخرى و4.69% من عرقين مختلطين أو أكثر و85.66% من الهسبانيون أو اللاتينيون من أي عرق.
بلغ عدد الأسر 1,990 أسرة كانت نسبة 68.5% منها لديها أطفال تحت سن الثامنة عشر تعيش معهم، وبلغت نسبة الأزواج القاطنين مع بعضهم البعض 64.4% من أصل المجموع الكلي للأسر، ونسبة 17.3% من الأسر كان لديها معيلات من الإناث دون وجود شريك،  بينما كانت نسبة 8.2% من الأسر لديها معيلون من الذكور دون وجود شريكة وكانت نسبة 10.1% من غير العائلات. تألفت نسبة 7.7% من أصل جميع الأسر من عدة أفراد يعيشون في نفس المنزل ونسبة 4.7% كانت تتألف من شخص يعيش بمفرده يبلغ من العمر 65 عاماً أو أكثر. وبلغ متوسط حجم الأسرة المعيشية 4.30، أما متوسط حجم العائلات فبلغ 4.45.
بلغ العمر الوسطي للسكان 25.4 عاماً. وكانت نسبة 35.1% من القاطنين تحت سن الثامنة عشر، وكانت نسبة 11.9% بين الثامنة عشر والرابعة والعشرين عاماً، ونسبة 25.4% كانت واقعةً في الفئة العمرية ما بين الخامسة والعشرين والرابعة والأربعين عاماً، ونسبة 11.7% كانت ما بين الخامسة والأربعين والرابعة والستين، ونسبة 4.8% كانت ضمن فئة الخامسة والستين عاماً فما فوق. يوجد لكل 100 أنثى 106.7 ذكر، ويوجد لكل 100 أنثى في الثامنة عشر من عمرها فما فوق 108.9 ذكر.
بلغ متوسط دخل الأسرة في المدينة 24,821 دولارًا، أما متوسط دخل العائلة فبلغ 24,190 دولارًا. وكان متوسط دخل الذكور 39,881 دولارًا مقابل 17,109 دولارًا للإناث. وسجل دخل الفرد الخاص بالمدينة 9,524 دولارًا. وكانت نسبة 34.1% من العائلات ونسبة 35.2% من السكان تحت خط الفقر، وكان من هؤلاء نسبة 41.4% تحت سن الثامنة عشر ونسبة 12.1% في الخامسة والستين من العمر وما فوق.

### تعداد عام 2010
بلغ عدد سكان مكفارلاند 12,707 نسمة بحسب تعداد عام 2010، وبلغ عدد الأسر 2,599 أسرة وعدد العائلات 2,365 عائلة مقيمة في المدينة. في حين سجلت الكثافة السكانية 1,838.9 نسمة لكل كيلومتر مربع (4,762.7/ميل2). وبلغ عدد الوحدات السكنية 2,683 وحدة بمتوسط كثافة قدره 388.3 لكل كيلومتر مربع (1,005.7/ميل2).
وتوزع التركيب العرقي للمدينة بنسبة 42.76% من البيض و1.86% من الأمريكيين الأفارقة و1.35% من الأمريكيين الأصليين و0.66% من الأمريكيين ذوي الأصول الآسيوية و0.05% من سكان جزر المحيط الهادئ و49.82% من الأعراق الأخرى و3.52% من عرقين مختلطين أو أكثر و91.49% من الهسبانيون أو اللاتينيون من أي عرق.
بلغ عدد الأسر 2,599 أسرة كانت نسبة 69.9% منها لديها أطفال تحت سن الثامنة عشر تعيش معهم، وبلغت نسبة الأزواج القاطنين مع بعضهم البعض 64% من أصل المجموع الكلي للأسر، ونسبة 17.5% من الأسر كان لديها معيلات من الإناث دون وجود شريك،  بينما كانت نسبة 9.5% من الأسر لديها معيلون من الذكور دون وجود شريكة وكانت نسبة 9% من غير العائلات. تألفت نسبة 6.5% من أصل جميع الأسر من عدة أفراد يعيشون في نفس المنزل ونسبة 2.7% كانت تتألف من شخص يعيش بمفرده يبلغ من العمر 65 عاماً أو أكثر. وبلغ متوسط حجم الأسرة المعيشية 4.42، أما متوسط حجم العائلات فبلغ 4.51.
بلغ العمر الوسطي للسكان 25.7 عاماً. وكانت نسبة 35.2% من القاطنين تحت سن الثامنة عشر، وكانت نسبة 13.4% بين الثامنة عشر والرابعة والعشرين عاماً، ونسبة 31.7% كانت واقعةً في الفئة العمرية ما بين الخامسة والعشرين والرابعة والأربعين عاماً، ونسبة 15.1% كانت ما بين الخامسة والأربعين والرابعة والستين، ونسبة 4.6% كانت ضمن فئة الخامسة والستين عاماً فما فوق. وتوزع التركيب الجنسي للسكان بنسبة 56.2% ذكور و43.8% إناث.